# Fos (Haute-Garonne)
Fos település Franciaországban, Haute-Garonne megyében. Lakosainak száma 241 fő (2022. január 1.). Fos Bausen, Canejan, Argut-Dessous, Arlos, Boutx és Melles községekkel határos.

## Népesség
A település népességének változása:
| Lakosok száma | 558  | 351  | 319  | 255  | 245  | 246  | 237  | 233  | 232  | 241  |
|               | 1968 | 1982 | 1990 | 2006 | 2013 | 2015 | 2017 | 2019 | 2020 | 2022 |